# Carl Otto Brakel
Carl Otto Brakel, född 6 augusti 1823 i Stockholm, död 19 juni 1880 i Stockholm, var en svensk jurist, ämbetsman och riddarhussekreterare.
Brakel skrevs in som student vid Uppsala universitet 1840 och avlade där jur. fil. examen 1842 och juris kandidatexamen 1849. Därefter följde tjänstgöring på olika poster inom justitierevisionsexpeditionen och i Svea hovrätt. År 1850 blev han kanslist hos ridderskapet och adeln och han tjänstgjorde som notarie hos adelsståndet vid riksdagarna 1853–1854 och 1856–1858. Brakel utsågs till riddarhusfiskal 1858 och var riddarhussekreterare 1861–1880. Efter representationsreformen, då ståndsriksdagen ersattes av tvåkammarriksdagen, var han sekreterare i riksdagens första kammare 1867–1880.

## Utmärkelser
- Riddare av 2 klassen av Sankt Stanislausorden 1862
- Riddare av Nordstjärneorden 1864